# مقبرة الحلفاء بالسلوم
مقبرة الحلفاء بالسلوم هي مقبرة مخصصة للعسكريين الذين لقوا حتفهم في مصر وليبيا خلال الحرب العالمية الثانية. تقع المقبرة في مصر في مدينة السلوم بقرب الحدود مع ليبيا، وتديرها هيئة الكومنولث لمقابر الحرب.
دفن في هذه المقبرة 2046 فردًا من القوات العسكرية التي شاركت في الحرب العالمية الثانية، من بينهم 238 جنديًا لم يتم التعرف على هوياتهم بعد.
وقد شهدت المنطقة قتالًا واسع النطاق بين قوات الحلفاء وقوات المحور في مصر وليبيا خلال حملة الصحراء الغربية، وذلك في الفترة من عام 1940 حتى عام 1942. وقد كان ممر حلفايا، الذي يبعد نحو 12 كيلومترًا (7.5 ميل) عن مدينة السلوم، مسرحًا لمعارك كبرى خلال عامي 1941 و1942.
وبعد انتهاء الحرب، جرى تجميع العديد من المدافن المنتشرة في ساحات القتال والمواقع القريبة، بما في ذلك حصن كابوزو، وبارديا، ومنكوار الزنان، وأرض دفن كاميرون، لتُدمج جميعها في مقبرة الحلفاء بالسلوم.
```
[
1
]
```